# مستشفى سانت تريزا (هونغ كونغ)
مستشفى سانت تريزا (بالصينيّة: 聖德肋撒醫院) هو مستشفى كاثوليكي خاص في هونغ كونغ. ويقع فيشارع الأمير إدوارد الغربي، في مقاطعة مدينة كولون، كولون.
نما المستشفى من أنشطة الرعاية الصحية التي تقوم بها راهبات سانت بول دي شارتر للفقراء والمحرومين في مناطق وان تشاي وهابي فالي في جزيرة هونغ كونغ، والتي بدأت في منتصف القرن التاسع عشر بعدما تأسست الرهبنة في المستعمرة البريطانية آنذاك. ولتقديم خدمات بشكل أقرب جغرافيًا لأهالي مقاطعة مدينة كولون، أسست راهبات بولين مستشفى سانت تريز في عام 1940. وهو ما يعرف محليًا باسم «المستشفى الفرنسي».
لدى مستشفى سانت تيريزا حوالي 1,050 سريرًا ويوفر مجموعة واسعة جدا من التخصصات. المستشفى هو عضو في هونغ كونغ جمعية المستشفيات الخاصة.